# Örens naturreservat

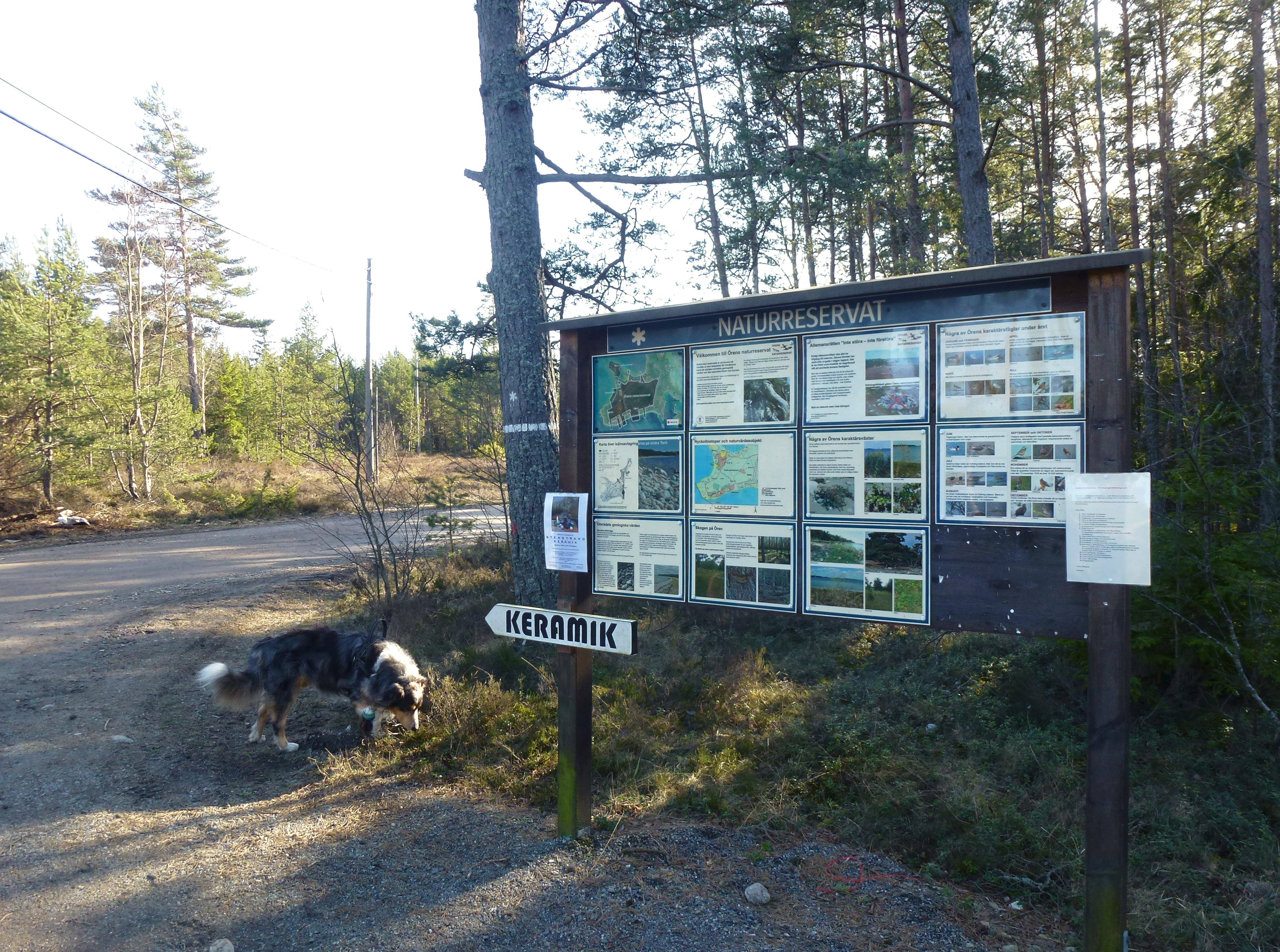
En av entréerna till Örens naturreservat, mars 2015.

Örens naturreservat ligger längst i söder på Torö i Torö socken i Nynäshamns kommun, Stockholms län. Naturreservatet bildades år 2008 och omfattar en areal av 116,8 hektar, därav 10,4 hektar vatten (Östersjön). Markägaren är huvudsakligen Nynäshamns kommun. Inom Örens naturreservats gränser finns ett Natura 2000-område. Stenstranden i reservatets södra del anses vara ett av Sveriges absolut bästa surfställen.

## Läge och syfte
Örens naturreservat ligger på Örenhalvön längst ner på Torö och gränser mot södra Svärdsfjärden respektive norra Krabbfjärden. Infarten sker från väg 528 mittemot Herrhamra gård. Runt reservatet leder en bilväg med flera parkeringsplatser och informationsskyltar. Längst i väst ingår ett Natura 2000-område. Stora strandavsnitt är upptagna av privata fastigheter, som inte ingår i reservatet och är därmed inte tillgängliga för allmänheten. Längst i nordväst vid Södra Svärdsfjärden ansluter Reveluddens naturreservat som bildades 1966.
Enligt Nynäshamns kommun är syftet med naturreservatet ”att bevara områdets speciella flora och fauna och dess betydelse för allmänhetens friluftsliv”.

## Naturen
Marken  består av en stor isälvsavlagring med strandvallar och klapperstensstränder. Reservatets centrala del präglas  till större delen av tallhedskog med inslag av martallar som mot havets strand övergår till vindpinad, gles strandtallskog. Längs med stranden återfinns strandkål, marviol och strandärt.
Eftersom Ören är Södertörns sydvästligaste utpost kan man se stora ansamlingar av flyttfåglar, speciellt under hösten när de så långt som möjligt följer fastland innan de tvingas flyga över öppet hav på sin färd söderut. Vintertid rastar stora skaror alfågel, vigg och storskarv utanför udden.

## Friluftsliv
Naturreservatets skogar genomkorsas av promenadvänliga stigar. Den stora upplevelsen är dock Östersjöns stränder med en milsvid havsutsikt, sandstrand för bad och en av Sveriges bästa surfingställen vid Stenstranden. Mycket bra är förutsättningarna för vågsurfing här. Tack vare det öppna vind- och vågutsatta läget mot Östersjön bildas ofta höga vågor så fort det blåser upp från sydväst. På hösten och våren kan vågorna bli flera meter höga. Då gäller "cold water surfing" och neoprendräkt. Sedan 15 år har bland annat Svenska mästerskapet i vågsurfing arrangerats här.

## Orealiserade planer
På häradsekonomiska kartan över Örenhalvön från 1901–1906 framgår att hela området skulle förvandlas till en park med slingrande vägar, rektangulära kvarter och en central stjärnplats. Runt halvön planerades en huvudväg som motsvarar dagens Örenvägen och Stenvägen. Bortsett från huvudvägen realiserades planen aldrig. På 1950-talet skulle västra delen av dagens naturreservat styckas upp med ett 90-tal tomter för fritidshus. Även det blev aldrig genomfört.

## Bilder

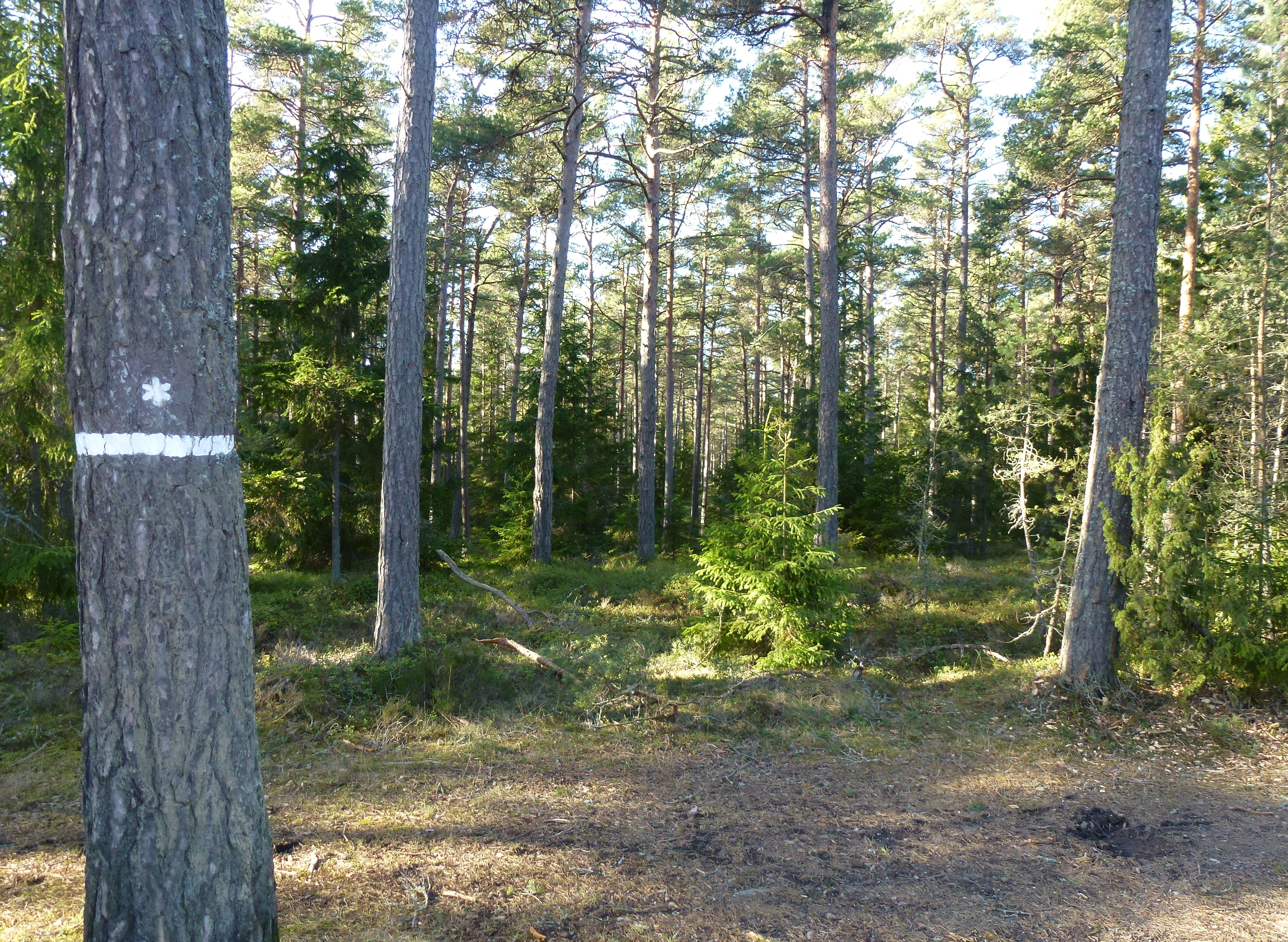
Tallhedskogen
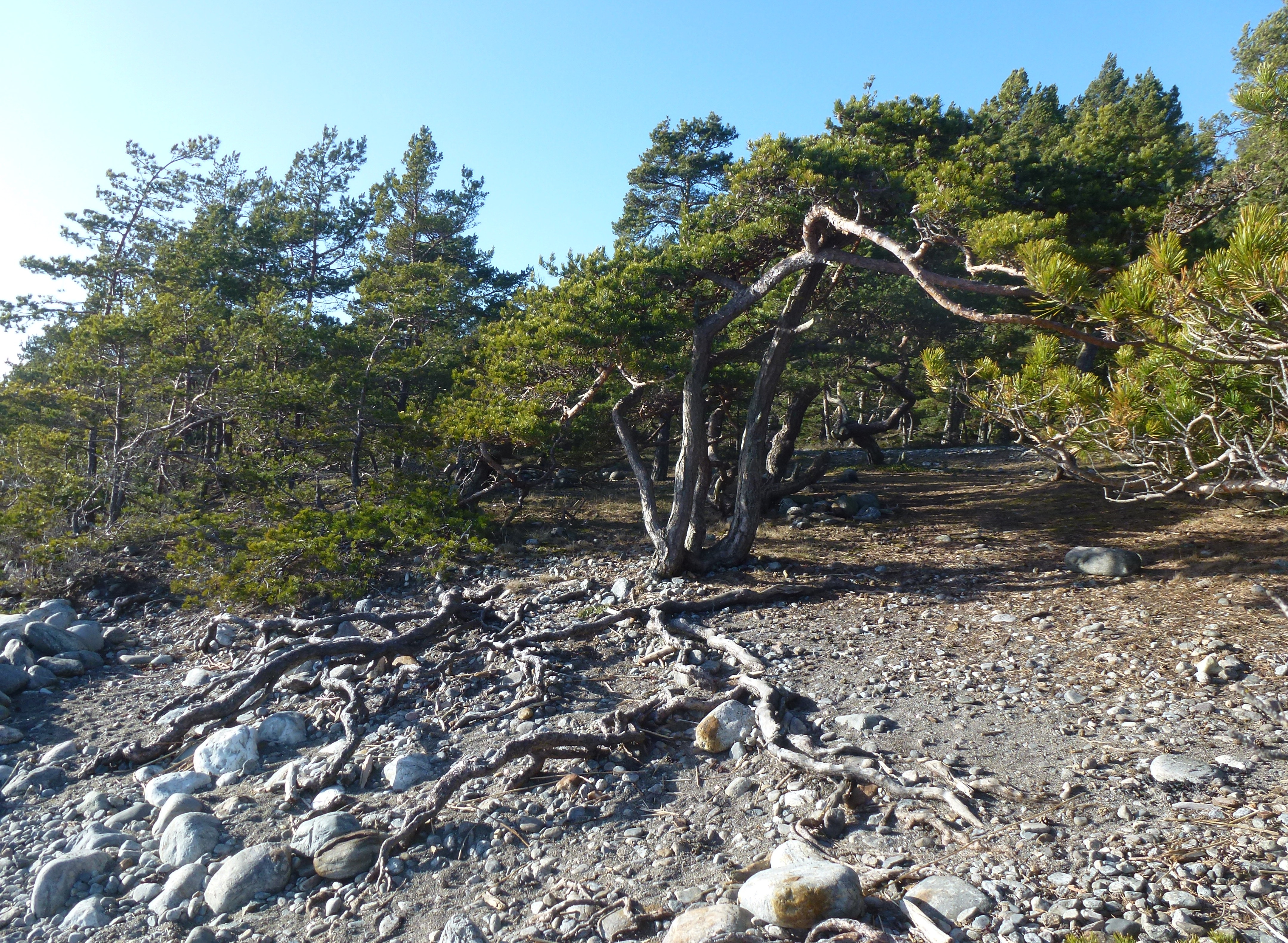
Strandtallskog
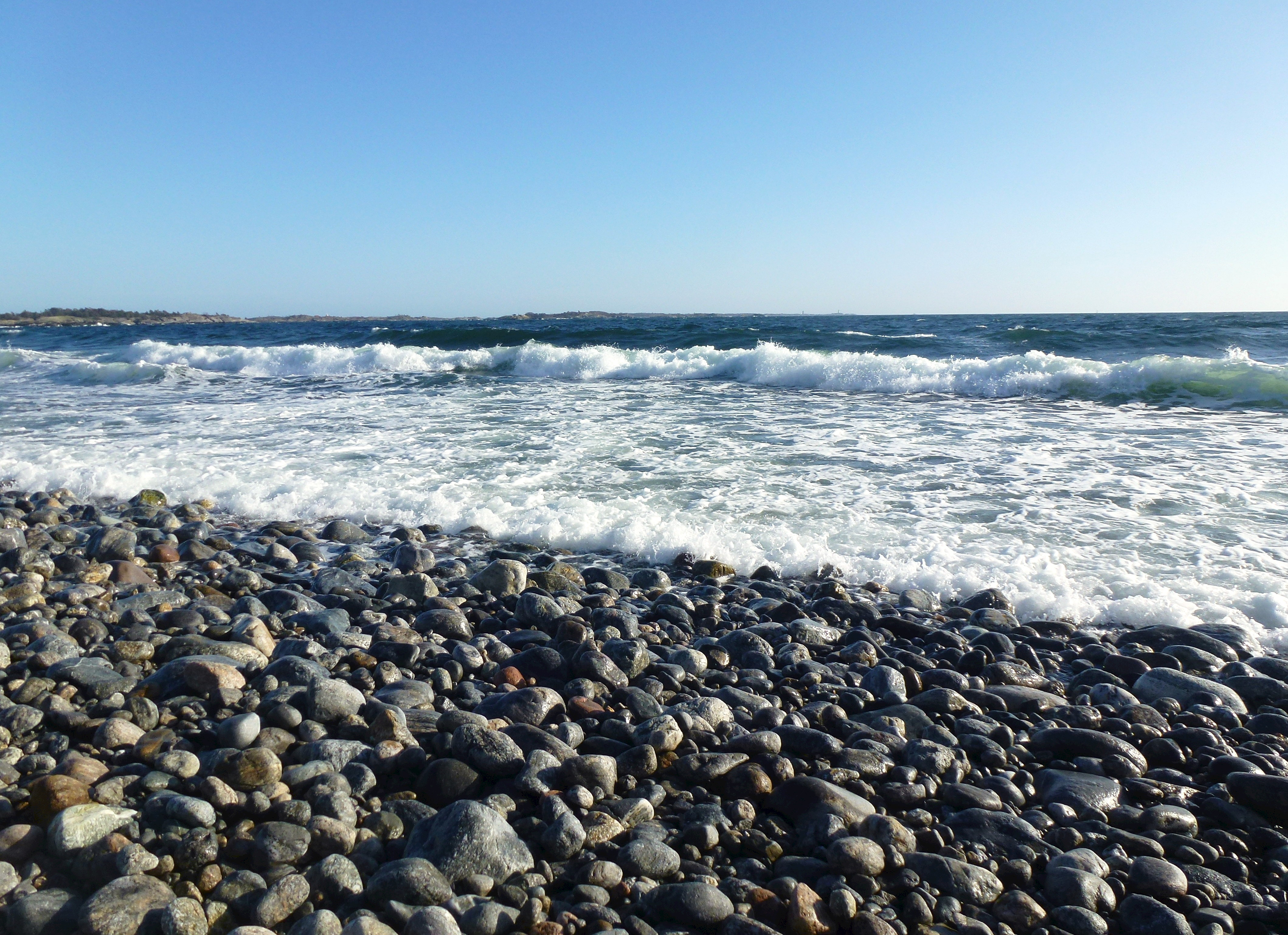
Klapperstensstrand